# أندرو ميلر (ناشر)
أندرو ميلر (بالإنجليزية: Andrew Miller)‏ هو ناشر أمريكي، ولد في 1857 في هاميلتون في كندا، وتوفي في 31 ديسمبر 1919 في مانهاتن في الولايات المتحدة.